# Triancyra
Triancyra är ett släkte av steklar. Triancyra ingår i familjen brokparasitsteklar.

## Dottertaxa tillTriancyra, i alfabetisk ordning[1]
- Triancyra aciculata
- Triancyra annulirugulosa
- Triancyra aurea
- Triancyra australis
- Triancyra brevilatibasis
- Triancyra diversa
- Triancyra flavifrons
- Triancyra galloisi
- Triancyra glabra
- Triancyra gracilis
- Triancyra graptothoracalis
- Triancyra hirashimai
- Triancyra kanoi
- Triancyra latifacialis
- Triancyra lieftincki
- Triancyra lutea
- Triancyra luzonica
- Triancyra macula
- Triancyra maculata
- Triancyra maculicornis
- Triancyra minuta
- Triancyra olivimacularis
- Triancyra orientalis
- Triancyra ornatipes
- Triancyra paula
- Triancyra petila
- Triancyra prolata
- Triancyra sarojinae
- Triancyra scabra
- Triancyra striatiscutellaris
- Triancyra sumatrana
- Triancyra taniguchiae
- Triancyra tricolorata
- Triancyra truncata